# Агріштеу
Агріштеу (рум. Agrișteu) — село у повіті Муреш в Румунії. Входить до складу комуни Белеушері.
Село розташоване на відстані 243 км на північний захід від Бухареста, 19 км на південний схід від Тиргу-Муреша, 93 км на південний схід від Клуж-Напоки, 108 км на північний захід від Брашова.

## Населення
За даними перепису населення 2002 року у селі проживали 785 осіб.
Національний склад населення села:
| Національність | Кількість осіб | Відсоток |
| -------------- | -------------- | -------- |
| угорці         | 450            | 57,3%    |
| цигани         | 236            | 30,1%    |
| румуни         | 97             | 12,4%    |

Рідною мовою назвали:
| Мова      | Кількість осіб | Відсоток |
| --------- | -------------- | -------- |
| угорська  | 451            | 57,5%    |
| циганська | 233            | 29,7%    |
| румунська | 99             | 12,6%    |